# BB 60031-60033
Les BB 60031 à 60033 sont des locomotives diesel de type monocabine à adhérence totale, dédiées essentiellement aux manœuvres et triages, préfigurant en quelque sorte les futures BB 63000 du parc SNCF.

## Description
Commandées par le PLM en 1936 après plusieurs expérimentations réussies de la traction Diesel, ces trois locomotives BB 60030 construites par la Compagnie des forges et aciéries de la marine et d'Homécourt ont été livrées à la SNCF en 1938. Leur numéro d'origine était 4DMD 1 à 3. Elles ont été renommées en 1939 selon le plan de numérotation des locomotives Diesel de la SNCF 040 DD 1 à 3. En 1962, elles subirent quelques simplifications de détail et furent renumérotées BB 60031 à 33.
Elles ont été radiées respectivement en 1970, 1971 et 1969.
| Motrice | Mise en service PLM | Renumérotation SNCF, 1939 | Renumérotation SNCF, 1er janvier 1962 | Radiation        |
| ------- | ------------------- | ------------------------- | ------------------------------------- | ---------------- |
| 4-DMD-1 | 16 octobre 1938     | 040 DD 1                  | BB 60031                              | 15 décembre 1970 |
| 4-DMD-2 | 30 novembre 1938    | 040 DD 2                  | BB 60032                              | 24 janvier 1973  |
| 4-DMD-3 | 12 novembre 1969    | 040 DD 3                  | BB 60033                              | 12 novembre 1969 |

## Machine conservée (2005)
- La BB 60032 à la Cité du train de Mulhouse, remise en état d'origine par les ateliers d'Épernay en 1976.

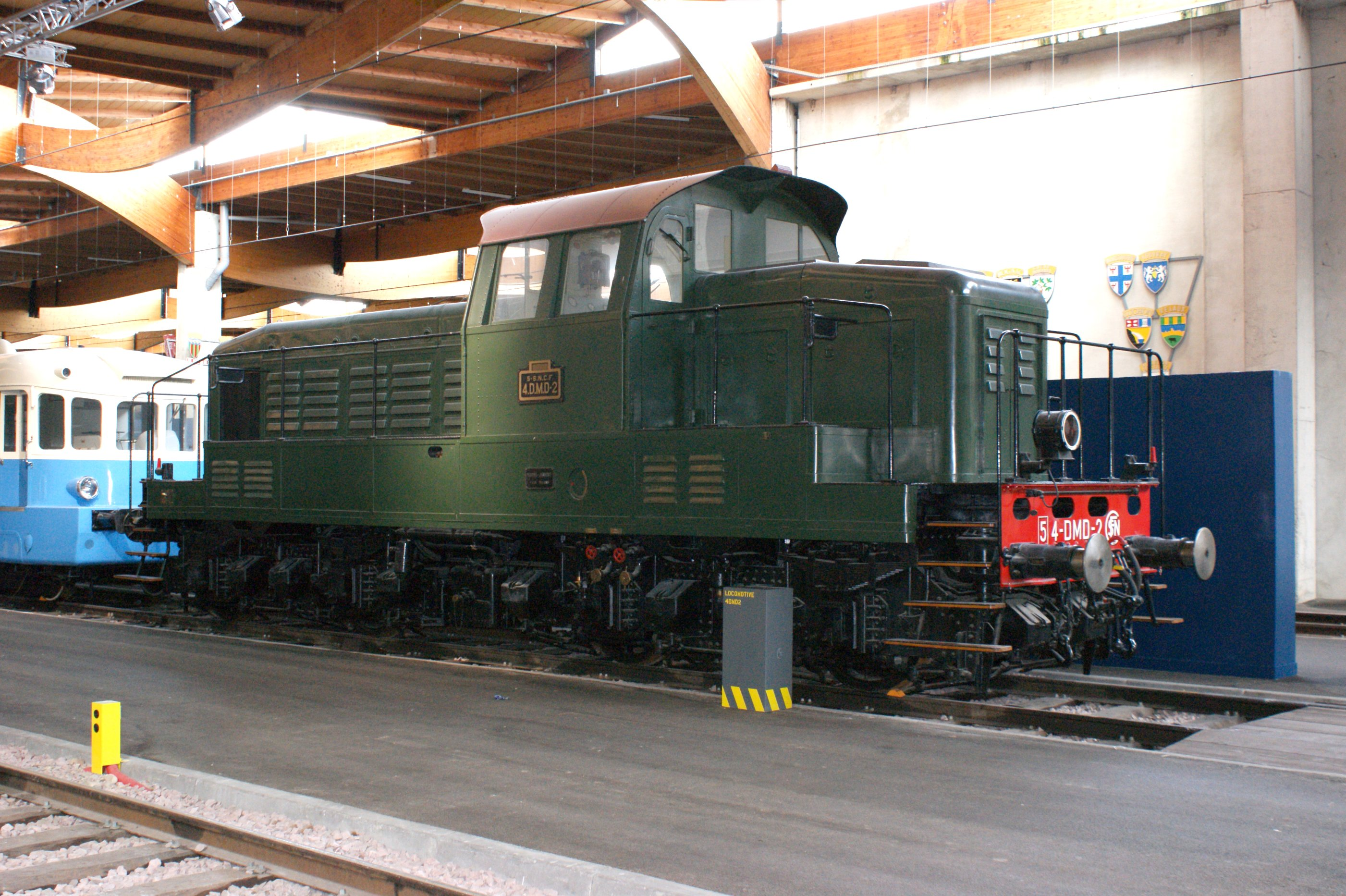
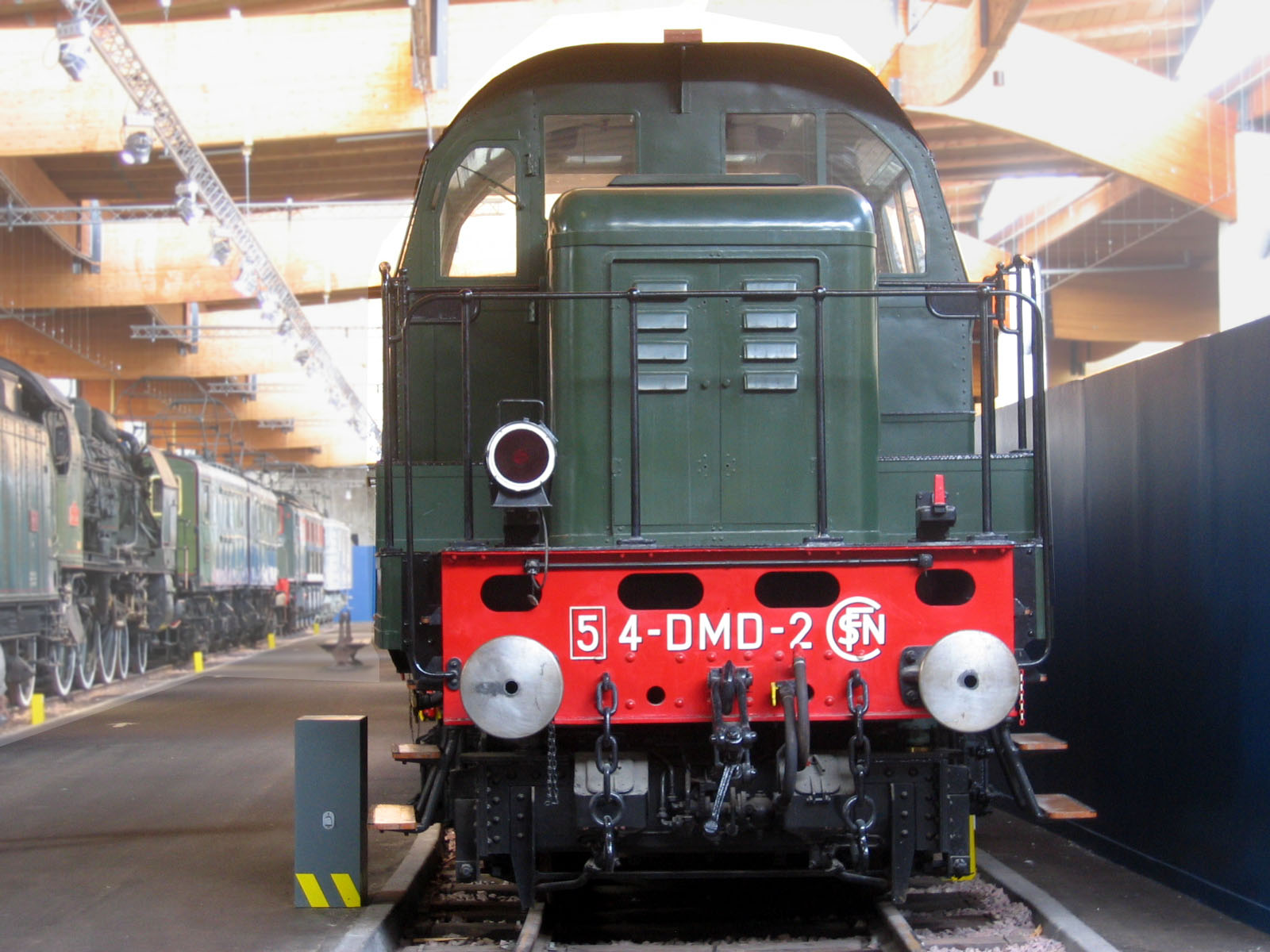